# Rochefortia oblanceata
Rochefortia oblanceata är en strävbladig växtart som beskrevs av Gerhard Klotz. Rochefortia oblanceata ingår i släktet Rochefortia och familjen strävbladiga växter. Inga underarter finns listade i Catalogue of Life.